# Акамар
Акама́р (θ Ерідана) — подвійна зоря у сузір'ї Ерідана. Перебуває на відстані 120 світлових років від Сонця.
Назва зорі походить з арабської мовиآخر النهر (ākhir an-nahr) — «кінець річки» і співзвучно з назвою «Ахернар» іншої зорі сузір'я - α Ерідана. В античності θ Ерідана була найпівденнішою зорею сузір'я, що піднімалася над горизонтом; так, у Птолемея в «Альмагесті» вона описана «як остання зоря Річки» (Ерідана). Згодом, коли внаслідок прецесії α Ерідана стала доступною для спостережень, назва «Ахернар» стала застосовуватися й до неї. 
Зоря Акамар може спостерігатися досить добре на півдні Європи, починаючи приблизно з 45-го градуса північної широти й південніше.
Видима зоряна величина системи Тети Ерідана +2,91. Головна зоря, θ1 Ерідана, має спектральний клас A4 і видиму зоряну величину +3,2. Її зоря-супутник θ2 Ерідана, має спектральний клас A1 і видиму зоряну величину +4,3. Кутова відстань між компонентами — 8,3 кутової секунди.